# Chiesa di San Demetrio (Salonicco)
La chiesa di San Demetrio (in greco Άγιος Δημήτριος?) si trova a Salonicco ed è la chiesa del patrono della città.
La prima chiesa fu costruita nel IV secolo e fu edificata sulle preesistenze di un impianto termale romano; successivamente fu ristrutturata nel VII e nell'VIII secolo. Dopo la conquista ottomana nel 1430 la chiesa fu trasformata in moschea. Tornerà ad essere chiesa dopo la fine del dominio ottomano nel 1912. Dal 1988 la chiesa fa parte del sito seriale del patrimonio dell'umanità dei monumenti paleocristiani e bizantini di Salonicco.

## Storia
La chiesa aveva un santuario insolito chiamato ciborio, una struttura esagonale con tetto su un lato della navata. Era fatto o coperto d'argento. La struttura aveva delle porte e all'interno c'era un divano o un letto. Insolitamente, non conteneva alcuna reliquia fisica del santo. Il ciborio sembra essere stato una tomba simbolica. Fu ricostruito almeno una volta.
La basilica è famosa per sei pannelli a mosaico esistenti, datati al periodo tra l'ultima ricostruzione e l'inaugurazione dell'Iconoclastia bizantina nel 730. Questi mosaici raffigurano San Demetrio con i funzionari responsabili del restauro della chiesa (chiamati i fondatori, ktetor) e con i bambini. Un'iscrizione sotto una delle immagini glorifica il cielo per aver salvato il popolo di Salonicco da un'incursione pagana slava nel 615.
Salonicco divenne parte dell'impero ottomano nel 1430. Circa 60 anni dopo, durante il regno di Bayezid II, la chiesa fu convertita in moschea, conosciuta come Kasımiye Camii dal nome del Bey ottomano locale, Cezeri Kasım Pascià. La tomba simbolica, tuttavia, fu mantenuta aperta per la venerazione cristiana. Altri magnifici mosaici, documentati come decorazione all'interno della chiesa, andarono persi durante i quattro secoli in cui fu una moschea (1493-1912) o nel Grande incendio di Salonicco del 1917 che distrusse gran parte della città. Esso distrusse anche il tetto e le pareti superiori della chiesa. Le fotografie in bianco e nero e le buone versioni ad acquerello danno un'idea degli artefatti paleo bizantini persi durante l'incendio.
Dopo il Grande Incendio del 1917, ci vollero decenni per restaurare la chiesa. Le lapidi del cimitero ebraico della città, distrutte dalle autorità tedesche, greche e naziste, furono usate come materiale da costruzione in questi sforzi di restauro negli anni '40. Gli scavi archeologici condotti negli anni '30 e '40 rivelarono interessanti manufatti che possono essere visti in un museo situato all'interno della cripta della chiesa. Gli scavi hanno anche scoperto le rovine delle terme romane, dove si dice che San Demetrio sia stato tenuto prigioniero e giustiziato. È stato scoperto anche un pozzo romano. Gli studiosi credono che questo sia il luogo dove i soldati lasciarono cadere il corpo di San Demetrio dopo la sua esecuzione. Dopo il restauro, la chiesa fu riconsacrata nel 1949.

## Descrizione
La chiesa è un Martyrium che fu costruito sul luogo dell’uccisione del Santo. È un organismo imponente in pianta e in alzato, caratterizzato dalla presenza di numerose aperture. La basilica si articola in cinque navate e transetto a croce. I bracci laterali sono caratterizzati dalla presenza di colonnati che si innestano su quelli della navata centrale. Sotto il braccio meridionale del transetto è posta la cripta. Il corpo longitudinale presenta doppie navate laterali, tutte, come l’esonartece, con gallerie sovrastanti illuminate direttamente. Le colonne sono a gruppi di 3 o 4 , alternati a pilastri singoli. Le navatelle più esterne che cingono il transetto e inglobano anche la grande abside, presentano basse arcate su colonne che permettono l’affaccio dalla sovrastante galleria sulle navatelle intermedie. Tutto l’interno presenta una sontuosa decorazione marmorea e musiva.